# J. A. Jance
Judith Ann Jance, née le 27 octobre 1944 à Watertown, dans le Dakota du Sud, est une femme de lettres américaine, auteur de roman policier et de nouvelles d'horreur qu'elle signe J. A. Jance.

## Biographie
Après des études supérieures à l'Université d'Arizona, où elle obtient une maîtrise en lettres, elle est enseignante, entre 1966 et 1968, dans une institution de Tucson, puis, jusqu'en 1973, bibliothécaire dans une réserve indienne, avant d'être successivement employée dans deux compagnies d'assurances pendant dix ans. Elle se consacre à l'écriture à partir de 1984, année où elle publie un recueil de poèmes et participe à des ouvrages de littérature d'enfance et de jeunesse.
En 1989, elle se lance dans le roman policier avec la série consacrée aux enquêtes de l'inspecteur Jonas Piedmont Beaumont, surnommé Beau, de la police de Seattle. Ce héros, complexe et attachant, qui exerce son métier par conviction, n'est pas dénué de contradictions et de sautes d'humeur. Les intrigues classiques, mais bien ficelées, où il mène l'enquête, sont fertiles en détails pittoresques et évoquent les milieux les plus divers : politiciens véreux et presse à scandale dans On picole sec (Injustice for All, 1986) ; drogués et artistes dans Coups de pompe (Taking the Fifth, 1987) ; ou encore, syndicat de la construction dans Point de chutes (A More Perfect Union, 1988). Les titres de la série deviennent autant de best-sellers.
En 1993, J. A. Jance, sans délaisser Beaumont, amorce une autre série policière où évolue, dans le cadre désertique de la petite vile de Bisbee, en Arizona, le shérif féminin Joanna Brady. Beaumont et Brady apparaissent tous deux dans les romans Partner in Crime (2003) et Fire and Ice (2009).
Elle a signé également quelques nouvelles fantastiques qui touchent au genre de l'horreur.

## Œuvre

### Romans

#### SérieJonas Piedmont Beaumont
- Until Proven Guilty (1985)
- Injustice for All (1986) Publié en français sous le titre On picole sec, Paris, Gallimard, Série noire no 2129, 1988
- Trial by Fury (1986) Publié en français sous le titre La Chasse aux nymphettes, Paris, Gallimard, Série noire no 2108, 1987
- Taking the Fifth (1987) Publié en français sous le titre Coups de pompes, Paris, Gallimard, Série noire no 2126, 1988
- Improbable Cause (1987) Publié en français sous le titre Dent pour dent, Paris, Gallimard, Série noire no 2169, 1989
- A More Perfect Union (1988) Publié en français sous le titre Point de chutes, Paris, Gallimard, Série noire no 2196, 1989
- Dismissed with Prejudice (1989) Publié en français sous le titre Le Sabre et le Virus, Paris, Gallimard, Série noire no 2222, 1990
- Minor in Possession (1990)
- Payment in Kind (1991)
- Without Due Process (1993)
- Failure to Appear (1994)
- Lying in Wait (1995)
- Name Withheld (1997)
- Breach of Duty (1999)
- Birds of Prey (2002)
- Partner in Crime (2003), roman où apparaît également le shérif Joanna Brady
- Long Time Gone (2005)
- Justice Denied (2007)
- Fire and Ice (2009), roman où apparaît également le shérif Joanna Brady
- Betrayal of Trust (2011)
- Ring in the Dead (2013), court roman
- Second Watch (2013)
- Dance of the Bones (2015)
- Proof of Life (2017)
- Sins of the Fathers (2019)
- Nothing To Lose (2022)

#### SérieJoanna Brady
- Desert Heat (1993) Publié en français sous le titre Désert brûlant, Paris, J'ai lu, Frissons no 9468, 2011
- Tombstone Courage (1995) Publié en français sous le titre Courage mortel, Paris, J'ai lu, Frissons no 9528, 2011
- Shoot/Don't Shoot (1996) Publié en français sous le titre Tuer ou se faire tuer, Paris, J'ai lu, Frissons no 9599, 2011
- Dead to Rights (1997) Publié en français sous le titre Preuves mortelles, Paris, J'ai lu, Frissons no 9722, 2011
- Skeleton Canyon (1998)
- Rattlesnake Crossing (1998)
- Outlaw Mountain (2000)
- Devil’s Claw (2001)
- Paradise Lost (2002)
- Partner in Crime (2003), roman où apparaît l'inspecteur J.P. Beaumont
- Exit Wounds (2004)
- Dead Wrong (2006)
- Damage Control (2008)
- Fire and Ice (2009), roman où apparaît l'inspecteur J.P. Beaumont
- Judgment Call (2012)
- Remains of Innocence (2014)
- Downfall (2016)
- Field of Bones (2018)
- Missing and Endangered (2020)
- Blessing of the Lost Girls (2023)

#### SérieBrandon Walker
- Hour of the Hunter (1991)
- Kiss of the Bees (2001)
- Day of the Dead (2004) Publié en français sous le titre Le Jour des mortes, Paris, Éditions SW Télémaque, « Entailles », 2008
- Queen of the Night (2010)

#### SérieAli Reynolds
- Edge of Evil (2006)
- Web of Evil (2007)
- Hand of Evil (2007)
- Cruel Intent (2008)
- Trial By Fire (2009)
- Fatal Error (2011)
- Left for Dead (2012)
- Deadly Stakes (2013)
- Moving Target (2014)
- Cold Betrayal (2015)
- Claw Back (2016)
- Man Overboard (2017)
- Duel to the Death (2018)
- The A List (2019)
- Credible Threat (2020)
- Unfinished Business (2021)
- Collateral Damage (2023)

#### Autres romans
- Naked Came the Phoenix (2001), en collaboration avec une dizaine d'auteurs
- Bark M for Murder (2006), en collaboration avec Lee Charles Kelley, Virginia Lanier et Chassie West
- No Rest for the Dead (2011), en collaboration avec une vingtaine d'auteurs

### Recueil de nouvelles
- The J. A. Jance Casebook (2011), recueil de nouvelles d'horreur

### Nouvelles

#### SérieJonas Piedmont Beaumont
- Second Fiddle (1989), nouvelle reprise à la suite du roman Dismissed with Prejudice (1989) et dans The J. A. Jance Casebook (2011)

#### Autres nouvelles
- Death of a Snowbird (1995)
- One Good Turn (1997)
- A Flash of Chrysanthemum (1999)
- The Prodigal (1999)
- The Duel (2000)
- Oil and Water (2003)
- Signore Bianco (2005)
- Bark M for Murder (2006) (coécrite avec Virginia Lanier, Lee Charles Kelley et Chassie West)

### Poésie
- After the Fire (1984)

## Sources
- Claude Mesplède (dir.), Dictionnaire des littératures policières, vol. 1 : A - I, Nantes, Joseph K, coll. « Temps noir », 2007, 1054 p. (ISBN 978-2-910-68644-4, OCLC 315873251), p. 183-184 (Jonas Beaumont).
- Claude Mesplède (dir.), Dictionnaire des littératures policières, vol. 2 : J - Z, Nantes, Joseph K, coll. « Temps noir », 2007, 1086 p. (ISBN 978-2-910-68645-1, OCLC 315873361), p. 29 (J. A. Jance).